# Volta (cacciatorpediniere)
Il Volta fu un cacciatorpediniere della Marine nationale, seconda e ultima unità della classe Mogador ed entrato in servizio nel marzo 1939.
Attivo durante la seconda guerra mondiale, il Volta partecipò allo scontro di Mers-el-Kébir contro i britannici ma per il resto fu scarsamente impiegato in azione rimanendo alla fonda a Tolone; il 27 novembre 1942 partecipò all'autoaffondamento in massa della flotta francese per evitare la sua cattura ad opera dei tedeschi.

## Storia
Impostata il 28 dicembre 1934 nei cantieri della ditta At. & Ch. de Bretagne di Nantes, la nave venne varata il 26 novembre 1936 con il nome di Volta in onore dell'omonimo fiume dell'Africa Occidentale Francese; la nave entrò poi in servizio il 6 marzo 1939.
Insieme al gemello Mogador, il Volta formò la 6e Division de contre-torpilleurs che, allo scoppio della seconda guerra mondiale nel settembre 1939, fu integrata nella Force de Raid di base a Brest: lo scopo di questa formazione, composta dalle più moderne unità della Marine nationale, era quello di dare la caccia a violatori di blocchi e navi corsare tedesche nell'oceano Atlantico, come pure di fornire scorta ai convogli navali alleati. Tra il 21 e il 30 ottobre 1939 la Force de Raid fornì protezione al convoglio KJ.4 contro la minaccia rappresentata dalla "corazzata tascabile" tedesca Deutschland; una sortita delle navi da battaglia tedesche Gneisenau e Scharnhorst nel nord Atlantico portò la Force de Raid a salpare il 21 novembre da Brest per incontrarsi con l'incrociatore da battaglia britannico HMS Hood per pattugliare la zona a sud dell'Islanda, ma nessun contatto fu ottenuto perché le due unità tedesche rientrarono alla base protette dal cattivo tempo.

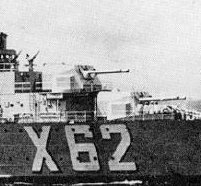
Le torri da 138 mm di prua del Volta

Il Volta fu posto in cantiere a Brest tra il gennaio e il maggio 1940 per lavori di manutenzione di routine, durante i quali furono eseguiti alcuni piccoli cambiamenti al progetto dell'unità. La necessità di migliorare il suo armamento principale, già emersa durante le prove in mare l'anno prima, fu infine soddisfatta: la copertura di tela per il retro delle torrette venne sostituita da una porta scorrevole, furono installati nuovi apparati radio nonché scudi sulle mitragliatrici antiaeree e sui proiettori. Un impianto sonar tipo SS-6 fu aggiunto alle dotazioni dell'unità nel giugno 1940, ma si dimostrò poco efficiente.
Dopo la resa della Francia il 22 giugno 1940, il Mogador fu dislocato nella base di Mers-el-Kébir in Algeria, e fu presente quando, il 3 luglio, la flotta britannica attaccò le navi francesi qui ancorate: il Volta risposte al tiro delle unità nemiche scaricando 88 colpi dai suoi pezzi principali contro i cacciatorpediniere britannici, per poi scortare l'incrociatore da battaglia Strasbourg durante la sua fuga da Mers-el-Kébir a Tolone.
Il Volta fu sottoposto ad alcuni lavori di potenziamento del suo armamento antiaereo, che come su altre unità francesi era stato giudicato insufficiente dopo le prime esperienze belliche: tra il dicembre 1940 e il gennaio 1941 furono aggiunte due mitragliatrici Browning M2 da 13,2 mm sui lati della torre numero 3, mentre il piano di sostituire le mitragliatrici originali con un impianto binato di cannoni da 37 mm fu accantonato a causa della penuria di armi. Furono poi installate otto mitragliatrici leggere Darne Mle 1933 da 7,5 mm, un'aggiunta buona per aumentare il morale dell'equipaggio piuttosto che per un reale beneficio in combattimento, oltre a nuovi telemetri per la direzione del tiro contraereo, in particolare per aumentare la copertura dell'arco di cielo sul retro dell'unità nonché per garantire la possibilità di mirare a più bersagli contemporaneamente.
Tra agosto e novembre 1941 l'armamento antiaereo del Volta fu ulteriormente potenziato con l'aggiunta di due nuove mitragliere Hotchkiss 25 mm Mle 1938; fu inoltre installato un cavo per la demagnetizzazione, e più avanti nel corso dell'anno l'inefficiente sonar SS-6 fu sostituito con un apparato ASDIC britannico. Il Volta rimase di fatto inutilizzato per tutto il resto del conflitto, rimanendo fermo in porto a Tolone; il 27 novembre 1942, a seguito del tentativo da parte dei tedeschi di impossessarsi delle navi ferme a Tolone, il Volta partecipò all'autoaffondamento in massa della flotta francese. Lo scafo fu riportato a galla dagli italo-tedeschi il 20 maggio 1943, ma non venne fatto alcun tentativo di ripristinare la nave come unità operativa; lo scafo fu colato a picco in un bombardamento aereo su Tolone il 20 novembre 1943, per poi essere nuovamente riportato a galla nel 1948 e avviato alla demolizione.